# ویاله
ویاله (به ایتالیایی: Viale) یک کومونه در ایتالیا است که در استان آسته واقع شده‌است.

## خصوصیات
ویاله ۴٫۰ کیلومترمربع مساحت و ۲۶۹ نفر جمعیت دارد.